# マイクロフィルム

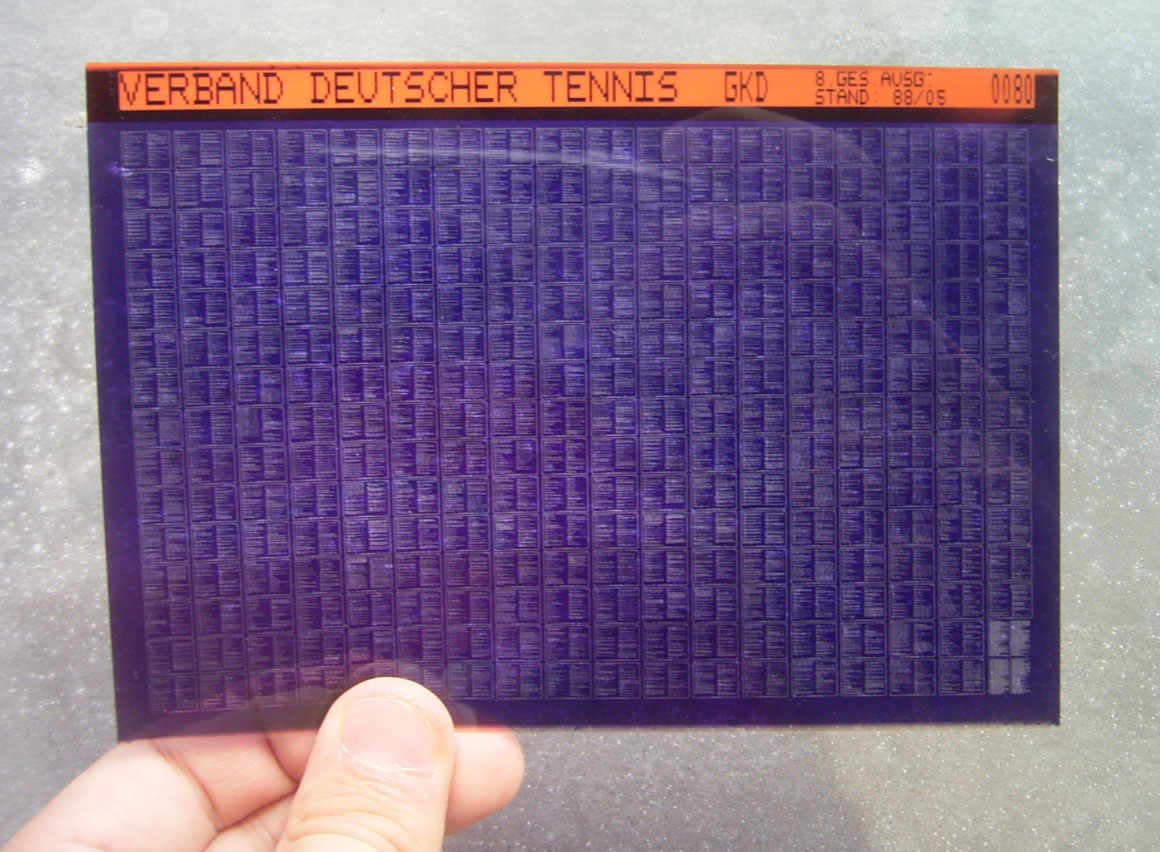
マイクロフィッシュ（マイクロフィルムを何コマも収めた整理用シート）

マイクロフィルム (microfilm) は、一般に書籍や新聞および設計図面などの保存に使用する記録媒体（写真フィルム）。
マイクロフィルムは、歴史的な文献など重要な書籍・図面、あるいは新聞（縮刷版も含む）の原版を汚れ・破損などから予防する目的、また、図書館・資料館の限られたスペースで莫大な資料を効率的に保管する目的で用いられる。図書館・資料館では閲覧コーナーに投影機が備えられているケースが多い。

## 歴史
「資料を写真で撮影してサイズをコンパクトにして保存、閲覧する」という考え方は写真の発明当初より存在しており、1839年に資料の160:1の比率の写真を撮影したダゲレオタイプ技師のジョン・ベンジャミン・ダンサーが発明家とされる。
1859年、フランスのルネ・ダグロンはマイクロフィルムを肉眼で見るためのレンズ、マイクロフィルムの撮影、輸送、閲覧などの技術を確立し特許を取得した。フランスは普仏戦争においてルネの技術を使い、戦場とパリの情報伝達にマイクロフィルムを利用した。
1906年ごろから資料を保存する用途に注目されたが、実際に使われるようになったのは、イーストマンコダック社が1928年よりマイクロフィルム部門を立ち上げ、アメリカ議会図書館や大英図書館で採用されるようになった1930年代である。マイクロフィルムの普及により保管コストの問題から優先順位の低かったコミックなども収蔵できる様になった。
イーストマンコダックは1935年よりニューヨーク・タイムズの縮刷版を発行している。日本では富士フイルムが1958年よりマイクロフィルムを製造している。

## 形態

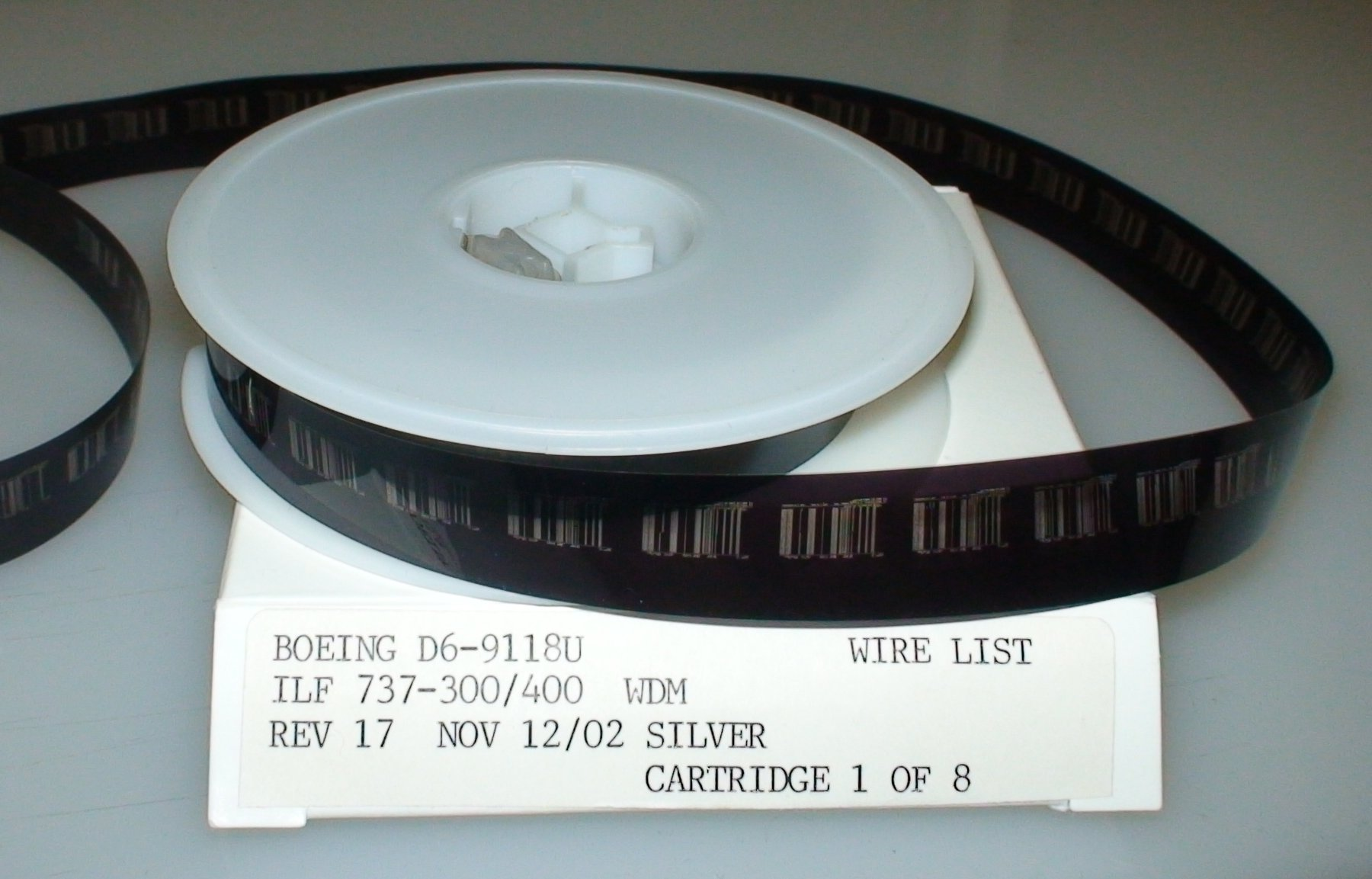
ロールフィルム

マイクロフィルムの形態にはロール状のロールフィルムとシート状のシートフィルムがある。

### ロールフィルム
ロールフィルムはリール式とそれをカートリッジに収納したカートリッジ式がある。ロールフィルムは幅16mmと35mmが一般的である。

### シートフィルム

#### マイクロフィッシュ
マイクロフィッシュ（microfiche）は、一枚のフィルムを碁盤状に区分けし、それぞれに画像を焼き付けて情報を記録しているものである。
その中には、別名「com fiche」、「COMフィッシュ」とも呼ばれる、情報保存媒体として使用されるシート状の薄膜フィルムもあり、これはコンピュータ出力マイクロフィルム（Computer Output Microfilm）のマイクロフィッシュ、計算機出力マイクロフィッシュなどとも呼ばれる。コムフィッシュに記録された情報の読み出しには、専用の装置が必要となる。コムフィッシュは民生品としては普及していないが、通常の文書を保存するよりは遥かに省スペースである点、長期保存にも適するとされている点などから、図書館や金融機関の「顧客名寄（なよせ）元帳」、「総勘定元帳」、「定期預金元帳」，「普通預金元帳」等で記録媒体として利用される場合がある。

#### フィルムジャケット
フィルムジャケットは、ロールフィルムを数コマ単位で裁断してポケット付きのシートに入れているものである。

#### アパーチュアカード

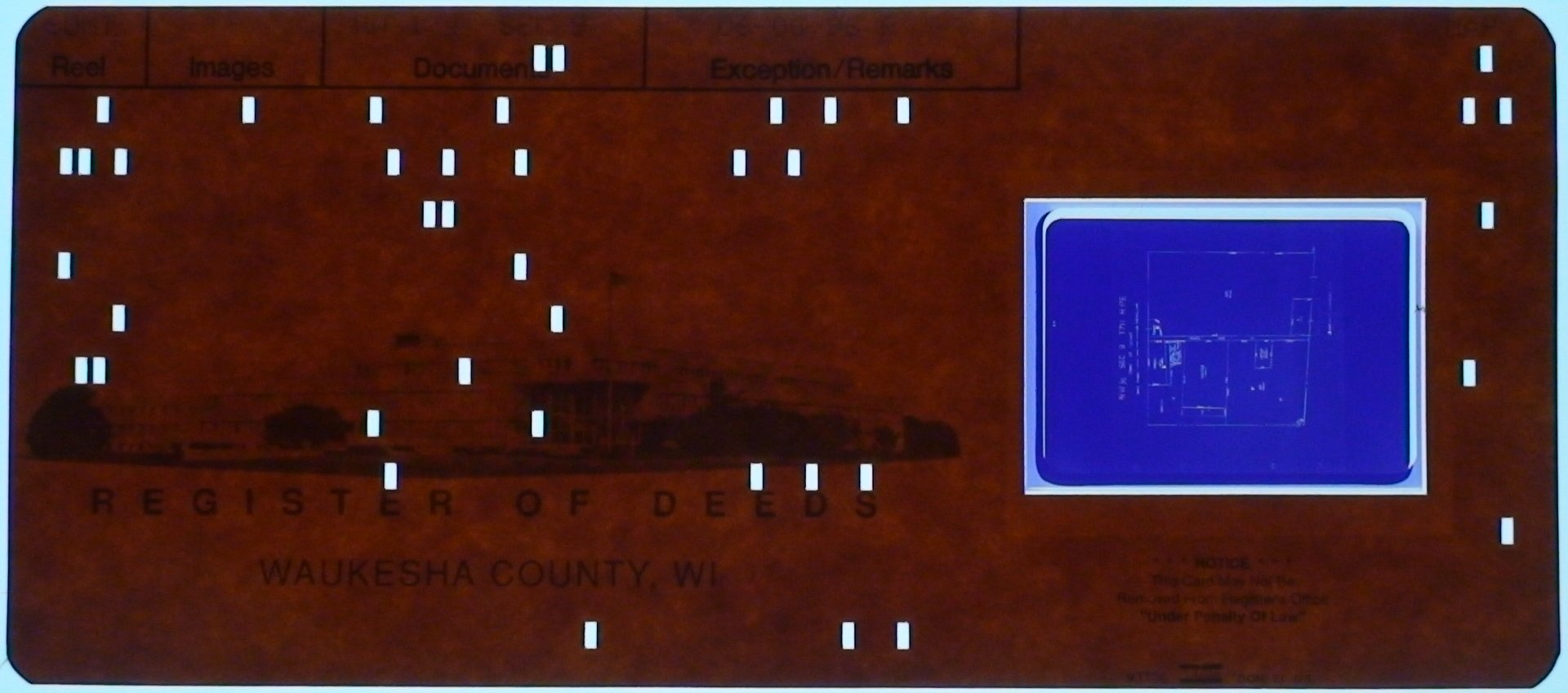
アパチュアカード

アパーチュアカード（aperture card、アパチュアカード、APカード）は、ロールフィルムをコマごとに裁断して穴付きのカードに貼り付けているものである。カードはIBMパンチカード規格（187.32×82.55mm）にフィルム貼り付け用の窓（アパーチャー）を開けたものである。そのままパンチカードとして情報を付加することもできるため、製造業において設計図面の保管管理に利用されている。

## 素材と耐久性

### フィルムの素材
マイクロフィルムはベース（支持体）の素材によって、セルロースエステルを使用したTACベース（トリアセテートベース）、ポリエステルを使用したPETベース（ポリエチレンテレフタレートベース）などの種類がある。
TACベースのフィルムは指で簡単に裂けるほど弱く、フィルムに厚みがあり、光を通しにくい黒色のフィルムである。PETベースのフィルムは指では簡単には裂けず、厚みは薄く、光を通す明るい半透明のフィルムである。

### フィルムの耐久性
マイクロフィルムは100年を超える耐用年数があるとされる。社団法人ビジネス機械・情報システム産業協会DMS（ドキュメントマネージメントシステム）部会では、方式にもよるが、100年から500年を超える寿命があるとしている。コダックでは、期待寿命を約500年としている。
ただし、かつてのセルロースアセテートを原料にしたマイクロフィルムは、高温多湿環境では30年程度で劣化し、分解によってマイクロフィルム表面に酢酸が生成されて資料の閲覧が不可能となる「ビネガーシンドローム」が起こることが判明した。そのため、1993年以降は劣化しにくいポリエステルを原料として製造されている。国際規格（ISO 18901:2002）では、適切な保存条件のもとでの期待されるマイクロフィルムの寿命は、セルロースエステルベースで100年、ポリエステルベースで500年とされている。

## 焼付方式
マイクロフィルムは、画像の焼き付けの違いにより、銀・ゼラチンマイクロフィルム、ジアゾフィルム、ベシキュラフィルム（カルバーフィルム）に分けられる。
銀・ゼラチンマイクロフィルムは最も保存に優れ、ベースの片面からのみ画像が浮き上がって見える。ジアゾフィルムは一般的に濃紺色か青紫色（まれに黒発色）で表裏どちらからも画像がベースに密着して見え、経年劣化すると茶変色を起こす。ベシキュラフィルムは乳白色の気泡粒子で画像を形成しているものである。

## 作成と閲覧

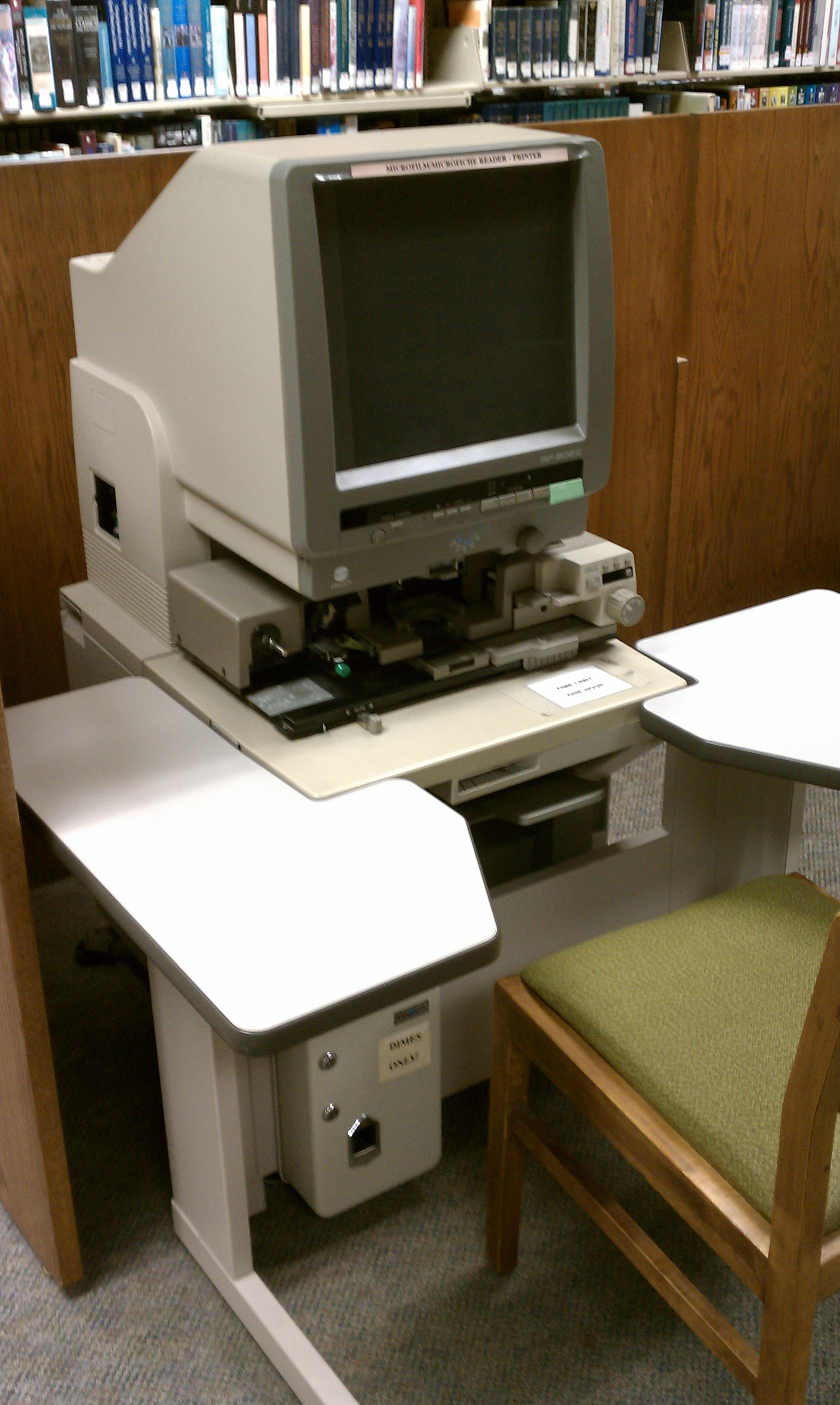
マイクロフィッシュリーダー
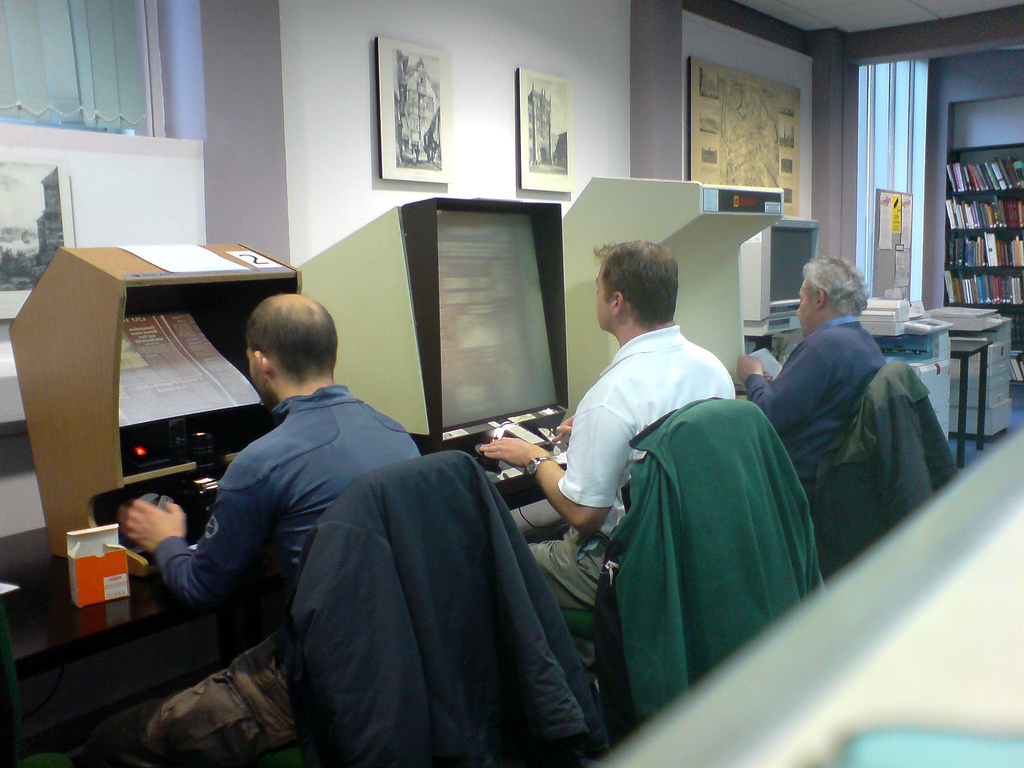
様々なリーダー

マイクロフィルムを作成する際には、原版となる資料を特殊な写真撮影機材を使って原版の1/5 - 1/40に縮小して焼き写す。
閲覧する際にはマイクロフィルムリーダーと呼ばれる専用の投影機を用い、必要な場合は原版と同じサイズで印刷をすることができる。

## 保管
マイクロフィルムの理想的な保存環境は、相対湿度30-40%、温度20度以下とされている。
ビネガーシンドローム
TACベースのマイクロフィルムでは、支持体の経年変化で加水分解により酢酸が発生し、癒着、ひび割れ、画像の劣化を起こす。
カビ
高温多湿の環境で保存するとカビが発生して乳剤の化学的分解などが起こり画像の劣化を起こす。
マイクロスコピックブレミッシュ
空気中の酸素によりフィルム上の銀が錆び微細な斑点が発生する現象。

## 他メディアとの比較
マイクロフィルムに代わってパソコンで閲覧することを目的としたCD-ROMやDVDの縮刷版が市販されているが、磁気メディアや光学メディアの場合、新たな規格が次々に登場する結果、過去のメディアを閲覧するためのハードウェアの入手や利用が困難になるという問題が指摘されている。マイクロフィルムは保管コストがかかるため個人利用は一般的ではないが、改竄が困難で耐久性が高く閲覧用機器の陳腐化のおそれもないため、重要資料を長期保存する手段として利用されている。
マイクロフィルムは閲覧のために保管場所から取り出すと劣化が進むため、マイクロフィルムを撮影したデジタルデータを閲覧させることで劣化を防ぐ取り組みも行われている。
近年では最初からデジタル撮影による保管が主流となっている。国立国会図書館では2009年から原則デジタル撮影となり、マイクロフィルムはデジタル化されるまで原盤として劣化対策を施した上で保管されている。

## カルチャー
- 特撮ドラマでは機密情報を納める媒体として「マイクロフィルム」という言葉が使われていた。